# 粒葡萄贝
粒葡萄贝（学名：Staphylaea granulata）为宝贝科葡萄贝属的动物。分布于夏威夷群岛、约翰逊岛、日本以及中国大陆的海南等地，属于暖海浅水种以及常生活在一种死的杯形珊瑚的枝叉的下面。该物种的模式产地在太平洋岛屿。